# Chrysosoma piriforme
Chrysosoma piriforme är en tvåvingeart som beskrevs av Becker 1922. Chrysosoma piriforme ingår i släktet Chrysosoma och familjen styltflugor.
Artens utbredningsområde är Taiwan. Inga underarter finns listade i Catalogue of Life.